# Glemsford
Glemsford är en by (village) och en civil parish i Babergh, Suffolk i östra England, Orten har 3 286 invånare (2001). Den har en kyrka.